# Nestlé mata bebés
Nestlé mata bebés, en inglés The Baby Killer, fue el título de un libro publicado en 1974 por la Organización no gubernamental (ONG) War on Want / Mike Muller (?) en el Reino Unido como parte de una propaganda contra la empresa multinacional de alimentación Nestlé
Por su vez, la traducción alemana del eslogan, "Nestlé tötet Babies", fue el lema de la misma campaña de la oposición de izquierda (política) en Suiza contra Nestlé (donde tiene su sede principal), así como el título de un folleto denunciatorio publicado por la ONG «Arbeitsgruppe Dritte Welt Bern» (AG3W) (en español "Grupo de Trabajo Tercer Mundo") ("liderada", entre otros, por Moritz Leuenberger) involucrada en la campaña.
Nestlé declaró que era inocente: en los tarros de leche en polvo estaba descrito cómo usarla, y la compañía no tenía nada que ver con el hecho de que las madres no supieran leer ni se dieran cuenta de las consecuencias de un uso inadecuado de ella.
De 1974 a 1976, el pleito dio mala publicidad a la empresa, y en 1976, la ONG suiza fue condenada por calumnia, pero la multa de 300 francos suizos se considera meramente simbólica.
Lo que Nestlé hizo era legal, pero mataba bebés.
La campaña, en un contexto más amplio, llevó a unos de los boicots de consumidores más largos del mundo.

## Literatura
- Arana, Marcos; Preuss, Ursula (1982). Las Multinacionales de la alimentación contra los bebés. México: Editorial Nueva Imagen. ISBN 9789684293076. OCLC 13228997.